# عبد المجيد بن مسعود
 عبد المجيد بن مسعود، ولد بمدينة القيروان عام 1949، رسام تونسي. درس فيما بين 1972 و1976 بمدرسة الفنون الجميلة- تونس واشتغل أستاذا للتربية الفنية بالمعاهد الثانوية. 

## معارضه
أقام عبد المجيد بن مسعود عددا من المعارض الشخصية:
- 1970: بالزهراء
- 1972: بدار الثقافة ابن خلدون- تونس
- 1973: بدار الثقافة ابن رشيق- بتونس
- معرض شخصي بقاعة الفنون- تونس
- 1978: معرض شخصي بقاعة التصوير- تونس
- معرض شخصي بدار الثقافة ابن رشيق- تونس
- 1980: معرض شخصي برواق الزبيدي- سوسة
- شارك في العديد من المعارض التي انتظمت بتونس وبالخارج.

1. ↑   https://www.kairouan.org/fr/decouverte/celebrites/peintres.htm. {{استشهاد ويب}}: |url= بحاجة لعنوان (مساعدة) والوسيط |title= غير موجود أو فارغ (من ويكي بيانات) (مساعدة)